# Rablás olasz módra
A Rablás olasz módra (eredeti cím: Hold-up a l’italienne)  2008-ban bemutatott francia bűnügyi romantikus filmvígjáték. Magyar szinkronja 2011-ben készült.

## Cselekménye
|  | Alább a cselekmény részletei következnek! |

Marseille, Franciaország, 2009: Marion vámnyomozó, de párjának azt mondja, hogy ügyvéd, mert azt gondolja, hogy férje túlságosan aggódna érte, ha megtudná, hogy milyen veszélyes munkája van. A párja, Luc, profi tolvaj, műkincsrabló, de felesége úgy tudja, hogy a Fabrizi ingatlanügynökségben ingatlanokkal foglalkozik. Luc-nek előző kapcsolatából van egy lánya, Serena, míg Marionnak egy Paul nevű kisfia van. A két gyerek jól megérti egymást, egymás között egy-egy szót a Starwalker tévésorozatból ismert aszturiai nyelven mondanak.
Firenzében a Borgese Múzeumban Az inkák kincsei kiállítás keretében egy igen értékes műkincset állítanak ki, Atahualpa arany maszkját, ami páratlan inka emlék. A francia vámnyomozók ide utaznak, hogy segítsék olasz kollégáikat, mivel tapasztalataik szerint a műkincstolvajok sorozatban lopnak el műkincseket a kiállítások utolsó napjaiban. 
A tolvajok eközben egyrészt a biztonsági központban megkötözték az őröket (egyikük fejjel lefelé lóg), a kiállítóterembe pedig altató hatású gázt vezetnek be a szellőzőn keresztül. A biztonsági központban az egyik tolvaj azonosíthatatlan nyelven utasításokat ad ki rádión keresztül.
A maszk kiállítóterméhez négy, olaszul beszélő „takarító” érkezik, akik a terembe érve egy sprével lefújják és ezzel elkábítják az egyetlen őrt, aki beengedte őket. A teremben mindenfelé kábult látogatók hevernek. A „takarítók” gázálarcot vesznek fel, majd amikor a központban a vezetőjük kikapcsolja a maszkot védő piros sugarakat, kiemelik a maszkot a helyéről és távoznak. 
Az egyik civil megfigyelőkocsiban az 5 közül, amiben civil ruhás rendőrök vannak készenlétben, véletlenül meghallják a kódolt nyelvű üzeneteket és riasztják a közelben tartózkodó kommandósokat, akik azonnal benyomulnak az épületbe. 
A „takarítók” eközben átöltöznek: a szürke takarítóruha helyett szabályszerű, fekete kommandós ruhát vesznek fel, amit az olaszok is viselnek. Így el tudnak vegyülni köztük és háborítatlanul távoznak az épületből ötödik társukkal együtt. Kicsit meglepődnek, amikor az utcán észreveszik a francia vámosok kocsiját. A vezetőjük lába valósággal földbe gyökerezik, amikor az autóban ülő nőben felismeri a feleségét. Marion főnöke azt hiszi, hogy a férfi azért bámul, mert lőni akar, ezért ráveti magát a nőre. Több civil autó nyomul be a területre, a tolvajok kissé irányt keresve visszamenekülnek az épületbe. Amikor Marion kiugrik az autóból, hogy üldözze őket, az egyik érkező autó elüti, de csak kisebb zúzódásokat szenved. A tolvajok végül a csatornarendszeren keresztül távoznak, a csatornafedél fölött egy kisteherautó áll meg, aminek az alján nyílás van, így észrevétlenül be tudnak szállni.
Luc (immár sötét öltönyben) a Marseille-i repülőtérről sietve indul haza, Marion azonban már otthon van. Anyja, Cécile (Claudia Cardinale) éppen távozóban van, mert 6 órakor programja van. Marion éjszaka a hitvesi ágyban egy ölelés miatt kénytelen bevallani, hogy munka közben egy akta ráesett, ezért fáj az oldala. Luc éjszaka felkel és átkutatja Marion táskáját, de semmi gyanúsat nem talál. Másnap elmegy az apjához tanácsot kérni, aki szerint Marion megcsalja. Apja elmondja neki, hogy bár 25 éven keresztül tolvaj volt, azt a felesége, Luc anyja iránti tiszteletből nem mondta el neki, ő úgy tudta, hogy bűvész.
A vámnyomozók számára kudarc a firenzei eset, ezért Párizsból Franz König idősebb rendőrnyomozót küldenek a nyakukra a szervezett bűnözés elleni osztályról, aki két kollégát hoz magával és átveszi az irányítást a csoport fölött.
Luc reggel egy föld alatti parkolóban egy bordó Alfa Romeó 159-be száll át, Marion kocsijának nyomába ered és egészen a reptéren lévő, Területi Vámnyomozó Hivatal épületéig követi. Ott eltévedt ügyfélnek álcázva észreveszi a felesége nevét, ami mellett a „vámnyomozó” megnevezés áll.
Luc újból felkeresi apját. Örömmel állapítják meg, hogy Marionnak nem szeretője van Firenzében, hanem valószínűleg a műkincsek ellopásának ügyében nyomozott. Lucben kétségek merülnek fel, mert azt hiszi, hogy Marion éppen a nyomozás miatt ismerkedett meg vele 3 évvel azelőtt és a kapcsolatuk csak álca.
Marion észreveszi, hogy a Borgese Múzeum közelében a rablás időpontja után Serge Abecassis, aki Marseille-ben autószerelő (5 évvel korábban azonban volt egy ékszerrablási ügye), összekoccant egy másik autóval. Franz König két emberével kimegy a műhelyébe, Mariont azonban nem viszik magukkal.
König két emberével egy autó alatti szerelés közben találja Serge-t, akire kissé ráengedik a fölötte lévő autót, így bevallja, hogy részt vett a firenzei rablásban, a főnök neve „Zolder”, és csak ő ismeri a maszk hollétét. 
Luc egy kis templomba érkezik, ahol egy kis fém táskában átadja közvetítőjének Atahualpa arany maszkját, aki egy táskában pénzt ad át neki a csapat számára és jelzi, hogy a többi pénzt a szokásos gibraltári számlára utalták. A megbízó személyét ő sem ismeri. A közvetítő elmondja, hogy hallott König nyomozóról és arra inti Lucot, hogy legyen óvatos.
Luc Serge műhelyéhez megy, ahol König emberei fényképeket készítenek róla. Serge közben körbekötözte a mellkasát és azt mondja, hogy munkabalesete volt. Serge a pénz felől érdeklődik, mire Luc azt mondja neki, hogy a szokásos módon 2 év múlva kapják meg a pénzt, hogy ne keltsenek feltűnést. Serge elárulja, hogy a kislánya taníttatására több pénzre van szüksége, mert a gyerek diszlexiás. Luc egy vastag borítékban pénzt ad át neki. 
Luc észreveszi, hogy követik. A föld alatti garázsban kiszáll a bordó Alfa Romeóból kiszállva egy sprével befújja a kormányt, és a kilincset, amiken fehér réteg képződik, majd átül a szokásos sötétkék Peugeot-jába és hazamegy. 
König eligazítást tart a vámnyomozóknak. A képeken az autószerelőhöz egy ismeretlen férfi megy és 50 000 eurót adott át neki. Marion megdöbbenve ismeri fel a képeken a férjét. König szerint azonban nem ő áll a hatalom csúcsán, hanem Victor Fabrizi (Luc apja), akit több bravúros rablással gyanúsítottak a múltban, de sohasem sikerült elkapni. Ezért a nyomozást rá koncentrálják, éjjel-nappal megfigyelik (ő persze észreveszi ezt, de amúgy sem tesz semmi gyanúsat). Azonban Mariont meglepi az információ, mert eddig úgy tudta, hogy apósa csak egy bűvész. Marion magánügyben Luc után is nyomozott, és elmondja az anyjának, hogy a Gibraltárban bejegyzett cég csak fedőcég. Anyja úgy tesz, mintha nem tudna semmiről, pedig tisztában van a helyzettel. De Cécile is titkol valamit: szerelem alakult ki közte és Victor Fabrizi között, de ezt egyelőre nem akarják felfedni gyerekeik előtt.
Amikor Marion a gyerekeket viszi kocsival, ők azon vitatkoznak, hogy ki tud több szót aszturiai nyelven. Egyikük kimondja a „zolder” szót, ami „herceg”-et jelent. Marion rájön, hogy a rablók irányítója, a „Zolder” ezt a nyelvet használta a többiek utasítására. Mivel a firenzei rablás hangfelvételének egy részlete megvan, dekódolni tudja a kiadott parancsokat. König úgy gondolja, hogy nem kell megvárniuk a következő rablást, hanem kiprovokálják azt: a nyomozók egy névtelen weboldalt hoznak létre, amin egy magántulajdonban lévő Picasso-alkotás elrablását kéri 2 napon belül az ismeretlen megbízó (utána a bilbaói Guggenheim Múzeumhoz kerül), és cserébe 13 millió eurót fizet, ebből 2 milliót előre (mindezt a minisztérium fedezi). Luc úgy gondolja, a megbízó is tudja, hogy 2 nap kevés a felkészülésre, ezért csapdáról van szó, de felveszi a kesztyűt és elvállalja a megbízást, mert úgy gondolja, hogy ez Marion szerelmének próbája lesz.
A rablásra a rendőrség megfelelően felkészül, de a döntő pillanatban Marion a rendőrségi rádióban nem jól fordít: „dél” helyett „észak”-ot mond, amikor a rablók a garázsból való kijutásra kapnak utasítást a főnöküktől (Luc), aki egy kukásautóban ül, álbajusszal álcázva magát.
A rablók (közvetítőjükön keresztül, akivel Luc a szokásos kis templomban találkozik) átadják a képet a Guggenheim Múzeumnak és csak 10 milliót kérnek. A biztosító is jól jár, mert ők 30 milliós követelésre számítottak. König úgy gondolja, hogy a rablókat el tudják kapni, mert az előlegként átadott 2 milliót megjelölték, azonban pontosan ekkora összeget utalt át valaki névtelenül a Vöröskeresztnek a cunami áldozatai javára. König megtudja, hogy Marion rosszul fordított, ezért azt gyanítja, hogy összejátszik velük. Két emberével kimegy a lakására és megzsarolja. A cannes-i Palace Hotel az ukrán Uljanov családé, akik König szerint maffiózók. Vagyonukat drágakövekben a hotel alagsorában tartják. Marion azt az utasítást kapja Königtől, hogy szerezze meg a mintegy 100 millió euró körüli értéket képviselő drágaköveket és adja át neki személyesen. Ellenkező esetben 2 óra múlva lebuktatja. 
Victor Fabrizi az október 31-ei napot javasolja, amikor a hagyományos rendőrbált tartják a cannes-i Grand Palace Hotelben. Victor ismerteti a helyszínt, szerinte az Uljanovok széfje annyira biztonságos, hogy „ellenáll egy 20 megatonnás robbanásnak is”.
A rendőrbálon Victor Fabrizi, a bűvész lép fel és a produkcióban fia is közreműködik. Eközben Marion a kincseket felügyelő legifjabb Uljanovval van. König unott, szkeptikus arccal nézi a produkciót. A rablók szennyvízbetörést idéznek elő, emiatt az Uljanov-kincseket el kell vinni az alagsorból. A csapat megszerzi a gyémántokat, de tudják, hogy át kell adniuk Könignek.
Másnap reggel Marion átadja Könignek a drágaköveket, aki megjegyzi, hogy ugyanazzal a közvetítővel fogja azokat készpénzre váltani, akivel Luc dolgozott. A templomban azonban a közvetítő Simeon helyett az ukrán Uljanovot találja két emberével. Amikor König kimegy a templomból, rendőrökkel találja magát szemközt, Serge Vals felszólítja a megadásra. König megpróbálja Marionra és a Fabriziakra terelni a gyanút, nekik azonban alibijük van, 800 rendőr (Marionnak Uljanov). König megadja magát. Marion visszaadja a köveket tartalmazó piros zacskót Uljanovnak, de később kiderül, hogy egy rubinkövet megtartott magának.
Mariont ünnepélyes keretek között kitüntetik és kinevezik a vámőrség igazgatójának. Úgy dönt, hogy hosszú szabadságot vesz ki, ami akár évekig tarthat (korábban megígérte Lucnek, hogy lesz egy közös gyerekük).
|  | Itt a vége a cselekmény részletezésének! |

## Szereposztás
| Szerep                                                 | Színész              | Magyar hangja (1. szinkron, 2011) |
| ------------------------------------------------------ | -------------------- | --------------------------------- |
| Marion Deschamps, vámnyomozó                           | Astrid Veillon       | Kisfalvi Krisztina                |
| Luc Fabrizi, tolvaj, műkincsrabló                      | Bruno Wolkowitch     | Forgács Péter                     |
| Cécile, Marion anyja                                   | Claudia Cardinale    | Pálos Zsuzsa                      |
| Victor Fabrizzi, Luc apja, visszavonult tolvaj, bűvész | Jacques Perrin       | Szersén Gyula                     |
| Fayard                                                 | Bernard Llopis       | n.a.                              |
| Koenig (König) nyomozó                                 | Étienne Chicot       | Orosz István                      |
| Serge Vals, Marion közvetlen főnöke                    | Jean-Marie Juan      | n.a.                              |
| Lacroix                                                | Christophe Rouzaud   | n.a.                              |
| Valmer                                                 | Cédric Chevalme      | n.a.                              |
| Serge Abecassis, autószerelő                           | Christian Mazucchini | Pusztaszeri Kornél                |
| Serena, Luc lánya                                      | Léa Fiorentino       | n.a.                              |

## Fordítás
- Ez a szócikk részben vagy egészben  a   Hold-up à l'italienne című francia Wikipédia-szócikk fordításán alapul.  Az eredeti cikk szerkesztőit annak laptörténete sorolja fel. Ez a jelzés csupán a megfogalmazás eredetét és a szerzői jogokat jelzi, nem szolgál a cikkben szereplő információk forrásmegjelöléseként.